# Michel Delseny
Michel Delseny, né le 17 juin 1945, est directeur de recherche émérite au CNRS et membre de l'Académie des sciences.
Michel Delseny, s'est d'abord intéressé à l'étude de l'expression des gènes de plantes supérieures, principalement au cours du développement et de la germination de la graine, ainsi qu’en réponse aux stress. Par la suite, il a contribué à l'essor de la génomique végétale et s'est consacré à l'organisation et l'évolution des génomes de plantes.

## Biographie

### Grades Universitaires
Après un Baccalauréat C à Paris en 1963, il passe une maîtrise de sciences naturelles : Biologie et Physiologie Végétales à Paris en 1968, puis un diplôme d’études approfondies : cytologie et morphogenèse végétale à Paris en 1969. Il passe l'agrégation de sciences naturelles (reçu 1er) en 1970, puis obtient un doctorat de 3e cycle en biochimie à Montpellier en 1972 et un doctorat d’État en biologie moléculaire à Montpellier en 1977.

### Postes occupés
- Oct. 1966 - Sept. 1970 : élève Professeur, École normale supérieure de Saint-Cloud.
- Oct. 1970 - Sept. 1979 : attaché puis chargé de recherche au CNRS (détachement de l'Enseignement secondaire jusqu'en 1982). Université de Perpignan. Laboratoire de physiologie végétale.
- Oct.1979 - Sept. 1980 : Royal Society/CNRS - Post-doctoral Fellow, John INNES Institute, Norwich, Dept of Virology.
- Oct. 1980 - Sept. 1984 : chargé de recherche au CNRS Université de Perpignan. Laboratoire de physiologie végétale.
- Depuis 1984 jusqu’à décembre 2006 : directeur de recherche au CNRS Université de Perpignan. Laboratoire de physiologie végétale - Oct. 1984, responsable de l’unité.
- De 1991 A 1995 et de 1999-2003 : responsable du laboratoire européen associé de biologie cellulaire et biologie moléculaire des plantes CNRS-UP-CSIC, Perpignan-Barcelone. Père Puigdomenech en a été responsable entre 1995 et 1999.
- 1991-1999 : directeur de recherche 1ère classe.
- 1986 à 1998 : directeur de l'UMR 5096 depuis 1999 jusqu’au 31.12.2006 et de l’UMR 565.
- 1999-2008 : directeur de recherche classe exceptionnelle.
- 2008-2018 : directeur de recherche émérite.
- 2018- : directeur de recherche émérite honoraire[1].

### Responsabilités administratives
Michel Delseny a été membre élu du comité national du CNRS pour 3 mandats de 4 ans. Il a été membre nommé des commissions scientifiques de l’INRA pour 2 mandats de 4 ans, membre nommé du conseil scientifique de la MICAP, Mission à la connaissance et à l’amélioration des plantes, (CIRAD) pour 2 mandats, membre du conseil scientifique de l’École nationale supérieure d’agronomie de Montpellier de 2002 jusqu’à fin 2006, membre du Board des Directeurs ISPMB (International Society for Plant Molecular Biology) de 1998 à 2002 et co-organisateur, avec Père Puigdomenech du congrès international de l’ISPMB à Barcelone en juin 2003 et membre du directoire opérationnel de Génoplante de 1999 à 2004. Il est membre du comité des sciences de l’environnement, du comité « Science et Biosécurité » de l’Académie des Sciences, et du groupe de travail sur l’intelligence artificielle et membre du conseil de gestion de la fondation de l’université de Perpignan Via Domitia (UPVD) depuis 2014.
Il a été co-responsable, avec Claude Gigot (IBMC Strasbourg) de la RCP (Recherche Coopérative sur Programme) du CNRS « isolement, structure et expression du génome nucléaire des plantes » et coordinateur du projet européen EuDicotMap entre 1997 et 2000.
Michel Delseny est aussi éditeur associé de Plant Molecular Biology (1996-2006), de Plant Cell Physiology (4 ans, de 2009 à 2013 , puis de l’Advisory Editorial Board jusqu’en 2017), et de Botanical Studies depuis 2014, co-éditeur en chef de Plant Science de 2003 à 2015, co-éditeur en chef de Advance in Botanical Research , de 2006 à 2014, co-éditeur de CR Biologies (2018-).
Il est directeur adjoint de Génopole Montpellier Languedoc-Roussillon (1999-2006), président du CSD 7 (agronomie écologie) du programme blanc de l’ANR (2005-2007), vice-président du COPED (comité des pays en développement) de l’Académie des sciences (2017-2021).
Enfin, il est référent du centre pilote de La Main à la pâte de Perpignan depuis 2014 et de la Maison pour la Science de Toulouse depuis 2017 et membre du conseil scientifique de La Main à la pâte.

## Activités d’enseignement
Pendant toute sa carrière, Michel Delseny a participé à des activités d’enseignement, le plus souvent à titre bénévole à l’université de Perpignan. À la suite du décès d’Yves Guitton en juillet 1977, il a assuré son enseignement de biochimie et physiologie végétale avec sa collègue Françoise Grellet en DEUG et maîtrise de septembre 1978 à juin 1979, en attendant la nomination de son remplaçant, Paul Penon. Il a contribué à la mise en place d’un module de microbiologie en deuxième année de premier cycle entre 1975 et 1979 (module repris ensuite par d’autres enseignants), et à quelques heures de cours en licence et maîtrise sur la génomique.
Michel Delseny a participé à l’enseignement de 3e cycle de façon importante : responsable du module « biologie du développement » du DEA puis du mastère à Montpellier depuis 1996, jusqu'en 2007. Il a été directeur de l’École doctorale ED 305 « Biologie environnement sciences pour l’ingénieur » à Perpignan de 2003 à 2006 et membre du conseil de l’École doctorale SIBAGH à Montpellier de 1996 jusqu’en 2009.  Il est membre du conseil scientifique de l’ED 305 depuis 2015.
Michel Delseny a participé ou organisé des cours pratiques ou théoriques avancés à l’étranger ou en France : Valdivia (Chili), Mar del Plata (Argentine), Bordeaux, Perpignan, Pau, Montpellier, Barcelone, Cabrils (Espagne), Hsinchu, Taipei et Tainan (Taiwan).
Il a dirigé, ou co-dirigé, les travaux de 30 étudiants en thèse, d’autant de post-docs et visiteurs étrangers et participé à 9 jurys de thèse d’État, 135 de thèses d’université et 25 d’habilitations à diriger des recherches.

## Publications
Environ 200 publications dans des revues à comité de lecture (Plant Physiology, Plant Journal, Plant Cell, Nature, Planta , European Journal of Biochemistry, FEBS Letters, EMBO J, PNAS, Plant Physiology and Biochemistry, Plant Science…) et de nombreux articles de vulgarisation et chapitres d’ouvrages (H index 46).
Il a participé à 3 brevets et est intervenu comme conférencier invité dans une centaine de colloques nationaux ou internationaux et a donné environ 200 séminaires, en France ou à l’étranger.

## Domaines de compétence
Biologie moléculaire, génétique et génie génétique végétal. Formation et maturation des graines, adaptation aux stress, analyse de promoteurs, cartographie et séquençage génomique, analyse des gènes ribosomiques et séquences d'ADN répété, analyse du génome nucléaire de plantes. Génomique structurale et fonctionnelle. Génomique comparative. Modèles d’études : radis, Arabidopsis thaliana, crucifères, riz, céréales, manioc, Phalaenopsis, Ostreococcus tauri. 

## Principales découvertes
Michel Delseny a été l'un des tout premiers végétalistes à caractériser les ARN messagers des plantes, en 1974.
Il a été parmi les premiers à montrer (pendant son stage post-doctoral en 1979-1980) que l'ADN du virus de la mosaïque du chou-fleur(CaMV), après clonage et amplification dans Escherichia coli, était infectieux et identique à l'ADN de départ lorsqu'on l'inoculait à une plante hôte.
Il a été parmi les premiers, en France à cloner et séquencer de l'ADN végétal au début des années 80,, et, à ce titre, il a contribué à organiser la communauté des chercheurs en biologie végétale en France en créant en 1984 avec Claude Gigot (IBMC Strasbourg) la RCP (Recherche Coopérative sur Programme) du CNRS « Isolement, structure et expression du génome nucléaire des plantes » qui est à l'origine de l'essor de la biologie moléculaire des plantes en France.
Il a été le premier à rapporter la séquence de l'espaceur des gènes codant les ARN ribosomiques d'une dicotylédone en 1988 et à montrer les bases de l'hétérogénéité des gènes ribosomiques chez les plantes,. Ces observations ont eu un fort impact, car ce fut le départ de collaborations avec le secteur de l'amélioration des plantes à l'INRA, à l'IRD, au CIRAD et avec des partenaires privés. Ils ont, à partir de là, développé des outils moléculaires encore largement utilisés, dont les microsatellites et les RAPD.
Les années 90 ont été marquées par leur participation aux grands programmes de séquençage des génomes d’Arabidopsis,, et du riz, et ont ainsi découvert de nombreux gènes dont ils ont élucidé la fonction. Ils ont aussi découvert en 2000 que les génomes de plantes avaient subi au cours de l'évolution des cycles de duplication globale et ont contribué ainsi à la conception actuelle de l'évolution des génomes.  Ils ont également caractérisé les premiers ADNc de manioc  et participé au séquençage de l’algue unicellulaire Ostreococcus tauri.
Parmi les gènes caractérisés et découverts dans son laboratoire on peut citer les gènes des protéines de réserve du radis dès 1985, les gènes des protéines LEA (Late Embryogenesis Abundant) et leur régulation, protéines omniprésentes dans les graines, dont la fonction est sans doute de faciliter la survie de la graine au cours de sa déshydratation,, le premier gène d'une protéine de transfert de lipides en 1988 avec Jean-Claude Kader et Père Puigdomenech, puis d'autres membres de cette famille impliquée dans la défense contre les champignons pathogènes, plusieurs gènes indispensables au bon déroulement de l'embryogenèse, le gène régulateur ABI 5 impliqué dans la régulation de la maturation et la germination des graines en 2001, plusieurs gènes impliqués dans le contrôle de la formation des ARN ribosomiques (fibrillarine, nucléoline, snoRNA) et  des ribosomes qui assurent la synthèse des protéines, plusieurs gènes impliqués dans la biosynthèse des lipides chez le colza, et, dernièrement, l'un des gènes responsable de l'arôme du riz Basmati, ainsi que le premier gène régulateur de la mort cellulaire chez les plantes…
À la suite de la découverte par ses collaborateurs de gènes codant des petits ARN régulateurs (miRNA et siRNA) et pour de nouvelles RNA polymérases, son laboratoire est maintenant engagé dans le domaine en pleine expansion de l'épigénétique et du contrôle de l'expression des gènes par ces petits ARN. Le développement de la génomique s’y poursuit sous l’impulsion d’Olivier Panaud.

## Distinctions[26]
- Médaille de bronze du CNRS 1978.
- Obtention d'une bourse post-doctorale EMBO, déclinée au bénéfice d'une bourse de la Royal Society en 1979-1980.
- Élu à l'Academia Europaea 1989 [27],[26].
- Bourse Japan Society for Promotion of Science 1992 (un mois).
- Élu membre correspondant à l'Académie des Sciences, Institut de France en 1996[28].
- Élu Fellow American Association for the Advancement of Science (AAAS) en 2003.
- Élu membre correspondant de l’Institut d’Estudis Catalans (Barcelona) en 2007.
- 2007, Grand prix scientifique franco-taïwanais décerné par l’Académie des Sciences et le NSC (partagé avec Yue-Ie Hsing, Academia Sinica, Taipei).
- Nommé Chevalier dans l’Ordre national du Mérite en 2007[29].
- Nommé Chevalier dans l'Ordre des Palmes académiques en 2010, officier en 2015[29].
- Élu membre de l’Académie des Sciences, section Biologie intégrative décembre 2013[28].
- Chevalier de la Légion d'honneur par décret du 29 décembre 2023[30]